# 威廉·伦奎斯特
威廉·哈布斯·伦奎斯特（英語：William Hubbs Rehnquist，发音：/ˈrɛnkwɪst/，1924年10月1日—2005年9月3日），出生於美国威斯康星州密尔沃基，為美國法学家及政治人物，曾任律师和首席大法官。伦奎斯特是保守主义者，他赞成联邦主义的概念，强调了第十修正案对各州的权力保留。在这种联邦制的观点下，最高法院自1930年代以来首次否决了一项国会法案，认为该法案超越了商业条款赋予的权力。他執掌最高法院，代表保守派正式主導最高法院。
伦奎斯特从斯坦福大学法学院毕业后，他在亚利桑那州的凤凰城从事法律工作。他曾在1952年至1953年期间担任美国最高法院大法官罗伯特·H·杰克逊的助理，并在1964年的选举中担任共和党总统候选人巴里·戈德华特的法律顾问。1969年，理查德·尼克松总统任命伦奎斯特为法律顾问办公室助理总检察长。1971年，尼克松提名伦奎斯特接替约翰·马歇尔·哈兰二世，伦奎斯特在同年获得参议院确认。伦奎斯特很快就成为伯格法庭最保守的成员。1986年，罗纳德·里根总统提名伦奎斯特接替即将退休的首席大法官沃伦·厄尔·伯格，伦奎斯特再次获得参议院批准。
伦奎斯特担任首席大法官近19年，是在任时间第四长的首席大法官，也是在任时间第八长的大法官。尽管他仍然是最高法院保守派的一员，但大法官安东宁·斯卡利亚和克拉伦斯·托马斯通常被认为更为保守。作为首席大法官，伦奎斯特主持了对比尔·克林顿总统的弹劾审判。在2000年的布什诉戈尔案中，他以最高法院的多数投票结束了佛罗里达州的重新计票。

## 大法官
伦奎斯特在1986年被罗纳德·里根總統提名為首席大法官，在任期間是大法官中保守派的代表人物之一。1973年1月22日他作為大法官投票反對羅訴韋德案，反對墮胎合法化。
2005年9月3日於弗吉尼亞州阿灵顿县因甲状腺癌病逝。